# Michnay Endre
Michnay Endre Dániel (Nagylévárd, 1804. június 22. – Pozsony, 1857. február 4.) evangélikus líceumi tanár.

## Élete
Elődei Michna alias Mrnkovics Márton és Mátyás Hontmegyében 1763. október 12-én magyar nevességet kaptak. Michnay 1816-ban a Pozsonyi Evangélikus Líceumban kezdte meg tanulását, 1818-20-ban a pápai református kollégiumban járt főleg a magyar nyelv megtanulása végett; visszatérve tanulmányát ismét a pozsonyi evangélikus líceumban folytatta és be is végezte 1826-ban. Ezután két évig házi nevelő volt Gross J. líceumi tanárnál. Az 1828-29. évet a lipcsei egyetemen töltötte, ahol a filológiai szemináriumnak is tagja volt; 1830-ban a göttingeni egyetemen volt (ekkor a szász királyi filológiai társaságba is fölvétetett), 1831-ben a bécsi udvari könyvtárban a filológiai munkákat tanulmányozta; szeptemberben visszatért hazájába és mint kerületi segédlelkészt alkalmazták Bilnitza Pál superintendens mellett Pozsonyban. 
1832-ben mint helyettes tanár a pozsonyi evangélikus líceumban működött; 1833 augusztusában a modori gimnáziumnak lett rektor-professzora, ahol 1839-ig működött. Ez évben a pozsonyi evangélikus líceumhoz választották meg rendes tanárnak. Tanszakát, a jogtudományt és bölcseletet, már a negyvenes években magyar nyelven adta elő; ezen évek tanügyi mozgalmaiban jelentékeny része volt és a líceum érdekeit nagy odaadással és sikeres eredménnyel szolgálta. 1834-ben nőül vette Schedius Johannát, Győr megye levéltárnokának és tiszteletbeli főjegyzőjének leányát.
Programmértekezései: De humanitatis desciplina 1835, De instaurandis linguae latinae studiis et adumbratio libri hoc consilio edendi 1836, tanügyi cikkei a szaklapokban jelentek meg.

## Művei
- Ad celebrandam memoriam dici 2. Maii anni 1838. quo ... Carolus Zay ... munus inspectoris supremi dioeceseos evang. aug. conf. cis Danub ... rite capessivit. De studio rei scholasticae descripsit ... Posonii, 1838.
- Honori ac memoriae viri ungenio doctrina meritisque Joannis Grosz ... oratio in ejusdem sacris funebribus a lyeeo evang. Posoniensi die 11. m. Januarii anni 1840. pie institutis habita. Atque epicedia a literarum studiosis condita et pro eadem concione lugubri dicta. Uo.
- Buda városának törvénykönyve 1244-1421. Ofner Stadtrecht. Erläutert und herausgegeben von ... und Paul Lichner. Uo. 1845. (A kiadók az ó-német szöveget magyar czímmel és előszóval látták el; végül pedig kimerítő ó-német szótárt toldottak hozzá. Az eredeti codex a pozsonyi ág. ev. lyceum könyvtárában van. Ism. Budapesti Hiradó 1846. 418. cz.).
- Statistika. Uo. 1846.
- Néhai Skaricza Gábor életrajza, melyet a pozsonyi evangelika főiskola részéről f. év nov. 4. a helybeli magyar-szláv templomban tartandó Skaricza-emlékünnepély alkalmával írt. Uo. 1846.

Szerkesztette a pozsonyi ág. hitv. ev. főiskola 1853-54. Tudósítványát.